# NGC 2921
NGC 2921 is een balkspiraalstelsel in het sterrenbeeld Waterslang. Het hemelobject werd op 24 december 1786 ontdekt door de Duits-Britse astronoom William Herschel.

## Synoniemen
- ESO 565-17
- MCG -3-25-6
- IRAS09321-2041
- PGC 27214